# Verwaltungsgemeinschaft Ranis-Ziegenrück
In der Verwaltungsgemeinschaft Ranis-Ziegenrück aus dem thüringischen Saale-Orla-Kreis haben sich die Städte Ranis und Ziegenrück und elf Gemeinden zur Erledigung ihrer Verwaltungsgeschäfte zusammengeschlossen. Sie liegen zwischen den Städten Pößneck und Schleiz.
Sitz der Verwaltungsgemeinschaft ist Ranis, eine Außenstelle befindet sich in Ziegenrück.

## Die Gemeinden
- Eßbach
- Gössitz
- Keila
- Krölpa
- Moxa
- Paska
- Peuschen
- Ranis, Stadt
- Schmorda
- Schöndorf
- Seisla
- Wilhelmsdorf
- Ziegenrück, Stadt

## Geschichte
Die Verwaltungsgemeinschaft besteht seit 9. März 1995 und entstand aus der Verwaltungsgemeinschaft Ranis-Oberland und den Gemeinden Crispendorf, Eßbach, Schöndorf und Ziegenrück. 1997 wurde die Gemeinde Seisla aufgenommen. Am 31. Dezember 2013 trat die Gemeinde Krölpa der Verwaltungsgemeinschaft bei. Im Rahmen der Gebietsreform in Thüringen wurde die Mitgliedsgemeinde Crispendorf am 1. Januar 2019 nach Schleiz eingemeindet und verließ die Verwaltungsgemeinschaft.

### Einwohnerentwicklung
Entwicklung der Einwohnerzahl (31. Dezember):
| - 1995: 5.782 - 1996: 5.679 - 1997: 5.926 - 1998: 5.869 - 1999: 5.824 - 2000: 5.748 | - 2001: 5.712 - 2002: 5.685 - 2003: 5.593 - 2004: 5.500 - 2005: 5.429 - 2006: 5.337 | - 2007: 5.244 - 2008: 5.167 - 2009: 5.121 - 2010: 5.068 - 2011: 4.963 - 2012: 4.904 | - 2013: 7.557 - 2014: 7.449 - 2015: 7.383 - 2016: 7.317 - 2017: 7.271 - 2018: 7.291 | - 2019: 6.873 - 2020: 6.826 - 2021: 6.719 - 2022: 6.749 - 2023: 6.654 - 2024: 6.693 |

 Datenquelle: Thüringer Landesamt für Statistik